# Patricia Larraß

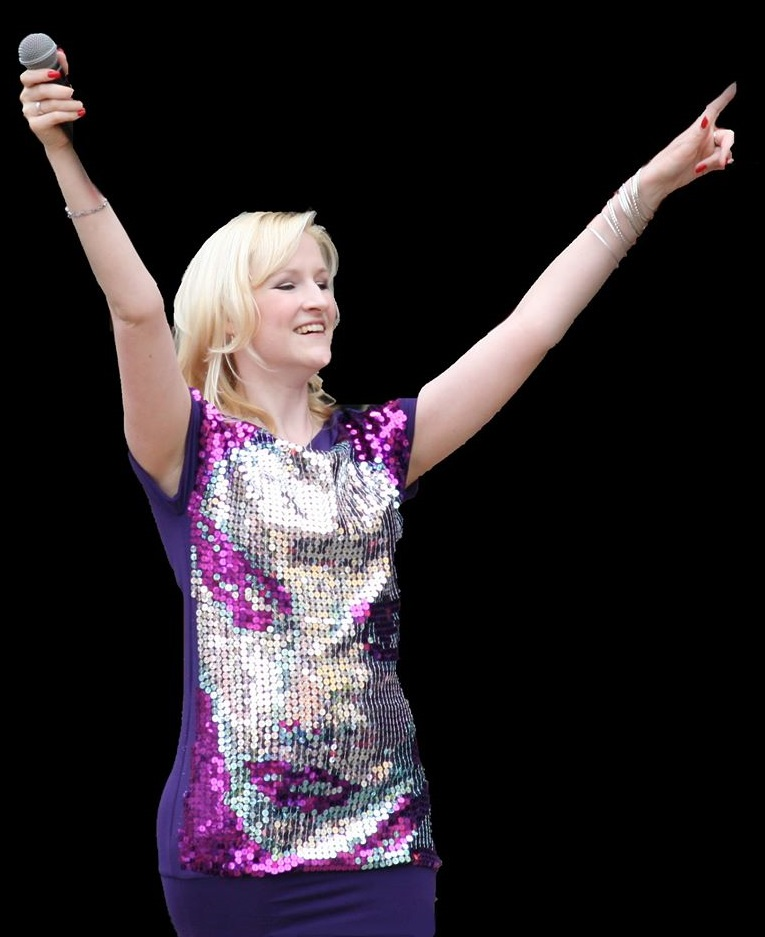
Patricia Larraß (2015)

Patricia Larraß (* 24. November 1989 in Bautzen) ist eine deutsche Schlagersängerin. Bekannt wurde sie neben zahlreichen Liveauftritten durch die Präsentation in TV-Formaten wie TV-Total und das große ZDF-Sommerhitfestival.

## Leben
Patricia Larraß begann ihre Karriere mit elf Jahren bei einem Talentewettbewerb der Sparkasse Bautzen. Nach ihrer Entdeckung durch den Leiter des Kulturhauses Bischofswerda wurden Larraß’ erste Titel produziert.
Neben zahlreichen Liveauftritten siegte sie 2003  bei der „weiß-grünen Parade der Volksmusik“ mit dem Lied „Cappuccino mit viel Schaum“. Im selben Jahr erhielt sie auch den Nachwuchsförderpreis der Stadt Weimar. Sie hatte erste TV-Auftritte in „Achims Hitparade“ bei Achim Mentzel und im österreichischen Fernsehen in der Sendung „Stars von morgen“.
2007 fiel sie in der MDR-Sendung „Alles Gute“ dem TV-Total-Macher Stefan Raab auf, der sie in seine Sendung einlud. Ein gemeinsames Duett mit Raab brachte Larraß große mediale Erfolge, auch die Bild-Zeitung berichtete kontinuierlich über sie. Eine Einladung von Dieter Thomas Heck in seine ZDF-Sendung „Sommerhitfestival“ folgte. Larraß war weiterhin bei zahlreichen Radiointerviews, beim Sat1 Frühstücksfernsehen und auch in „Immer wieder Sonntags“ bei Stefan Mross zu Gast. 2008 erschien ein erstes Album, für das sie einen Teil der Titel selbst schrieb.
Parallel zur Musik studierte Larraß an der Technischen Universität Dresden Kommunikationswissenschaft.

## Diskografie (Auswahl)

### Alben
- 2008: Sommer, Sand und Sonnenschein (DA Music)
- 2016: Kopfüber ins Leben (Yoyomania/MCP)
- 2020: Ein Teil von mir (MCP)

### Singles
- 2002: Auch kleine Mädchen haben Träume (Avaton)
- 2007: Cappuccino mit viel Schaum (Deag Music/Warner)
- 2016: Melodie eines Sommers (Yoyomania/MCP)
- 2017: Bist du der von dem ich träume (Yoyomania/MCP)
- 2018: Tanz mit mir (Yoyomania/MCP)
- 2019: Hausverbot (MCP)
- 2021: Traumtänzer (MCP)
- 2021: Herzüberfall (Via Music)
- 2022: Engel im Feuer (Via Music)
- 2022: Komm wir fahren nach Paris (Via Music)
- 2022: Trostpreis (Via Music)
- 2023: Adios Amor (Via Music)[2]